# Myjailo Koshman
Myjailo Koshman –en ucraniano, Михайло Кошман– (12 de junio de 1991) es un deportista ucraniano que compitió en piragüismo en la modalidad de aguas tranquilas. Ganó una medalla de oro en el Campeonato Mundial de Piragüismo de 2011, en la prueba de C1 5000 m.

## Palmarés internacional
| Campeonato Mundial | Campeonato Mundial | Campeonato Mundial | Campeonato Mundial |
| Año                | Lugar              | Medalla            | Competición        |
| ------------------ | ------------------ | ------------------ | ------------------ |
| 2011               | Szeged (Hungría)   | Medalla de oro     | C1 5000 m          |